# Королівка (Уманський район)
Королі́вка — село в Україні, в Баштечківській сільській громаді Уманського району Черкаської області. Розташоване на обох берегах річки Королівка (притока Бурти) за 15 км на схід від міста Жашків. Населення становить 173 особи (станом на 2009 р.).

## Історія
Історія виникнення села Королівка пов'язана з історією Черкащини XVI—XVII століть. У середині XVI століття більшість українських земель опинилася під владою польських магнатів. Землі сучасних Білоцерківського та Ставищенського районів Київської області належали графам Браницьким. Сюди ж входила і місцевість, у якій розташоване село Королівка. Жорстока експлуатація населення польськими магнатами часто викликала селянські бунти, участь в яких брала і частина збіднілої польської шляхти, яка перейшла в ремісники і наймитувала у магнатів. Наприкінці XVII століття у заворушеннях проти графів Браницьких взяли участь і шляхтичі Вадаховські. Після придушення повстання Браницькі жорстоко покарали його учасників, а Вадаховських виселили із містечка Ставище на околицю своїх володінь, змінивши їм прізвище — на Швеці. Так виникло поселення, яке мешканці навколишніх сіл спочатку називали Королівське (через близькість графів Браницьких до польських королів), а згодом — Королівка.
У середині XIX століття Королівка належала до Красилівської волості Таращанського повіту Київської губернії. Вона була прикріплена до Баштечківського приходу православної церкви та земської школи.
У 1928—1929 роках, під час примусової колективізації, було створено колгосп «Перемога». У 1930 році було репресовано Костенка, Кравця, Двірського. Їх майно конфіскували, а їх вислали за межі України.
Село постраждало внаслідок геноциду українського народу, проведеного окупаційним урядом СССР 1932—1933 та 1946–1947 роках.
Від Голодомору в селі загинуло чотири тисячі жителів.
У 1958 році Королівку звели до рівня «бригадного села» і приєднали до села Баштечки.
Лише у 2000 році село Королівка відокремилося, і утворилося товариство «Перемога».

## Сучасність
На сьогодні господарство ведуть іноземне підприємство «Агро Вільд Україна» та 26 одноосібників.
У селі є пам'ятник воїнам, які загинули у роки радянсько-німецької війни, та пам'ятний знак жертвам Голодомору.
У селі діють сільський клуб, відділення поштового зв'язку, фельдшерсько-акушерський пункт, бібліотека, магазин. Село газифіковане.